# Châteauneuf-sur-Sarthe
Châteauneuf-sur-Sarthe és un municipi francès situat al departament de Maine i Loira i a la regió de País del Loira. L'any 2007 tenia 2.765 habitants.

## Demografia

### Població
El 2007 la població de fet de Châteauneuf-sur-Sarthe era de 2.765 persones. Hi havia 1.092 famílies de les quals 337 eren unipersonals (167 homes vivint sols i 170 dones vivint soles), 370 parelles sense fills, 326 parelles amb fills i 59 famílies monoparentals amb fills.
La població ha evolucionat segons el següent gràfic:

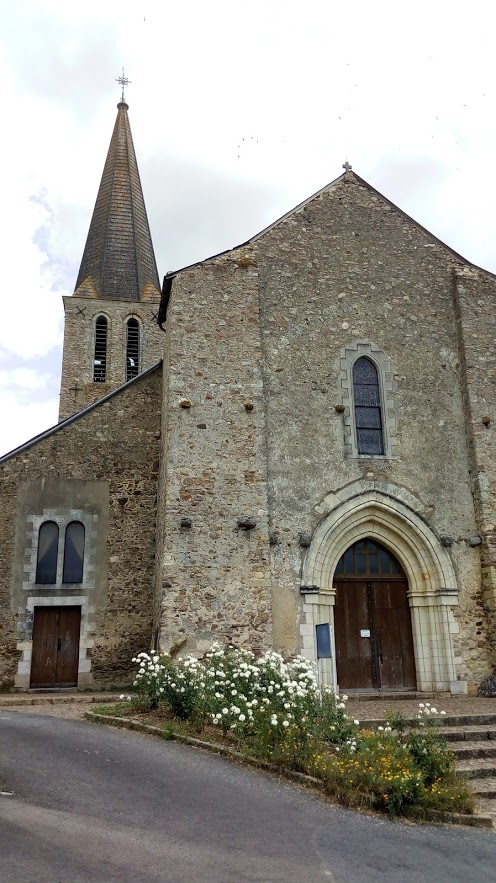
Església Notre-Dame de Séronne

Habitants censats

### Habitatges
El 2007 hi havia 1.212 habitatges, 1.113 eren l'habitatge principal de la família, 20 eren segones residències i 79 estaven desocupats. 1.023 eren cases i 184 eren apartaments. Dels 1.113 habitatges principals, 616 estaven ocupats pels seus propietaris, 481 estaven llogats i ocupats pels llogaters i 17 estaven cedits a títol gratuït; 11 tenien una cambra, 79 en tenien dues, 212 en tenien tres, 301 en tenien quatre i 510 en tenien cinc o més. 804 habitatges disposaven pel capbaix d'una plaça de pàrquing. A 531 habitatges hi havia un automòbil i a 418 n'hi havia dos o més.

### Piràmide de població
La piràmide de població per edats i sexe el 2009 era:
| Homes | Edats   | Dones |
| ----- | ------- | ----- |
| 0     | 95 o +  | 8     |
| 0     | 90 a 94 | 36    |
| 20    | 85 a 89 | 64    |
| 16    | 80 a 84 | 28    |
| 76    | 75 a 79 | 76    |
| 48    | 70 a 74 | 56    |
| 52    | 65 a 69 | 92    |
| 72    | 60 a 64 | 52    |
| 56    | 55 a 59 | 40    |
| 80    | 50 a 54 | 96    |
| 84    | 45 a 49 | 68    |
| 84    | 40 a 44 | 88    |
| 48    | 35 a 39 | 84    |
| 80    | 30 a 34 | 60    |
| 84    | 25 a 29 | 60    |
| 72    | 20 a 24 | 48    |
| 108   | 15 a 19 | 92    |
| 60    | 10 a 14 | 92    |
| 72    | 5 a 9   | 76    |
| 56    | 0 a 4   | 36    |

## Economia
El 2007 la població en edat de treballar era de 1.592 persones, 1.145 eren actives i 447 eren inactives. De les 1.145 persones actives 988 estaven ocupades (552 homes i 436 dones) i 157 estaven aturades (55 homes i 102 dones). De les 447 persones inactives 175 estaven jubilades, 124 estaven estudiant i 148 estaven classificades com a «altres inactius».

### Ingressos
El 2009 a Châteauneuf-sur-Sarthe hi havia 1.185 unitats fiscals que integraven 2.890,5 persones, la mediana anual d'ingressos fiscals per persona era de 14.883 €.

### Activitats econòmiques
Dels 137 establiments que hi havia el 2007, 3 eren d'empreses extractives, 5 d'empreses alimentàries, 5 d'empreses de fabricació d'altres productes industrials, 22 d'empreses de construcció, 24 d'empreses de comerç i reparació d'automòbils, 7 d'empreses de transport, 6 d'empreses d'hostatgeria i restauració, 2 d'empreses d'informació i comunicació, 8 d'empreses financeres, 8 d'empreses immobiliàries, 15 d'empreses de serveis, 22 d'entitats de l'administració pública i 10 d'empreses classificades com a «altres activitats de serveis».
Dels 47 establiments de servei als particulars que hi havia el 2009, 1 era una oficina d'administració d'Hisenda pública, 1 gendarmeria, 1 oficina de correu, 4 oficines bancàries, 3 tallers de reparació d'automòbils i de material agrícola, 1 taller d'inspecció tècnica de vehicles, 2 autoescoles, 6 paletes, 2 guixaires pintors, 5 fusteries, 3 lampisteries, 1 electricista, 6 perruqueries, 1 veterinari, 1 agència de treball temporal, 2 restaurants, 5 agències immobiliàries, 1 tintoreria i 1 saló de bellesa.
Dels 12 establiments comercials que hi havia el 2009, 1 era un supermercat, 1 una gran superfície de material de bricolatge, 1 una botiga de més de 120 m², 2 fleques, 3 carnisseries, 1 una llibreria, 1 una botiga d'electrodomèstics, 1 una botiga de material esportiu i 1 una floristeria.
L'any 2000 a Châteauneuf-sur-Sarthe hi havia 24 explotacions agrícoles que ocupaven un total de 484 hectàrees.

## Equipaments sanitaris i escolars
El 2009 hi havia 2 farmàcies i 1 ambulància.
El 2009 hi havia 1 escola maternal i 2 escoles elementals. Châteauneuf-sur-Sarthe disposava de 2 col·legis d'educació secundària amb 914 alumnes.

## Poblacions més properes
El següent diagrama mostra les poblacions més properes.